# .eg
.eg је највиши Интернет домен државних кодова (ccTLD) за Египат.